# 白石島 (大字)
白石島（しらいしじま）は、岡山県笠岡市にある大字である。当地は白石島とその周辺の島々からなる。
郵便番号は714-0036（笠岡郵便局管区）。当地全域の人口は581人（男性247人、女性334人）で、世帯数は300世帯。
本項では当地の前身である小田郡白石島村（しらいしじまそん）についても述べる。

## 概要
笠岡諸島の中北部にあたり、北に高島、南に北木島がある。

## 歴史
- 1889年（明治22年）6月1日 - 町村制の施行により、神島外浦、白石島が合併して小田郡神島外村が発足（高島、飛島を含む）。
- 1947年（昭和24年）4月1日 - 白石島が分立して白石島村が発足。
- 1955年（昭和30年）4月1日 - 笠岡市に編入。大字白石島となる。

## 主な施設
表記がないものは白石島島内に所在している。
公共施設など
- 笠岡市役所 白石島出張所
- 白石島郵便局
- 笠岡警察署白石島警察官駐在所
- 白石公民館
- 白石港

文教
- 笠岡市立白石中学校
- 笠岡市立白石小学校

医療
- 白石島診療所
- 小見山歯科医院

商業・団体
- 晴れの国岡山農業協同組合 白石島支店
- 笠岡市漁業組合 白石島支所
- あまのストア
- 天福商店
- 天野優美男石材工業
- 白石縫製
- 三洋汽船
- 天理教 和三分教会・白石島分教会

名勝・旧跡・観光施設
- 白石島海水浴場
- 先西キャンプ場
- 鎧岩
- 乳石
- 荒神社 - 大飛島
- 四社明神社 - 小飛島
- 恵比須神社
- 明釣神社
- 開龍寺

その他
- 笠岡市B&G海洋センター
- 白石島ふれあいの家
- 岡山県青少年の島 - 梶子島
- B&G財団 笠岡市B&G海洋センター
- 白石島国際交流ヴィラ - 市が運営管理する外国人の宿泊をメインにしたホテル（日本人のみの宿泊も可）

## 交通
- 笠岡港から（三洋汽船）
  - 高速船で約22分
  - 普通船で約35分
- 伏越港から（白石フェリー）
  - フェリーで約50分（大人530円、子供260円、4 - 5m自動車3350円、5 - 6m自動車4130円）

かつては隣接の福山市の福山港からの旅客船も存在した。

## ギャラリー
- 白石島の応神山付近から見た情景。小高島（中程左手の細長い島）、高島（そのすぐ後ろ）、遠くに本土を望む。
- 白石島の属島「弁天島」
- 白石島港
- 白石島港の夕景
- 白石島郵便局
- 笠岡市役所 白石島出張所
- 白石島の開龍寺
- 開龍寺奥の院